# 恐龙 (书籍)
《恐龙》（英语：The Dinosauria）是一本关于恐龙的书籍，由大卫·B·韦尚佩尔、彼得·多德森和哈兹卡·奥斯穆斯卡编著。它已经出版了2个版本，第一版于1990年出版，包含来自23位科学家的材料。第二版经过大幅修订，于2004年出版，收录了来自43位科学家的材料。这两个版本均由加州大学出版社出版。
这本书涵盖了关于恐龙的广泛主题，包括它们的系统学、解剖学和历史。它被誉为“关于恐龙的最佳学术参考书”和“历史上无与伦比的信息纲要”，并被凯文·帕迪安于1991年誉为收录了23位恐龙专家作品的“不朽著作”：“即时经典” 。

## 版本
- Weishampel, D. B., Dodson, P., & Osmólska, H. (1990). The Dinosauria. Berkeley: University of California Press.[2][3][4]
- Weishampel, D. B., Dodson, P., Osmólska, H., & Hilton, Richard P. (2004). The Dinosauria. Berkeley: University of California Press.[5][6][7][8]